# Sant Feliu de Guíxols (Gerichtsbezirk)
Der Gerichtsbezirk Sant Feliu de Guíxols ist einer der neun Gerichtsbezirke in der Provinz Girona.
Der Bezirk umfasst 4 Gemeinden auf einer Fläche von 139,48 km² mit dem Hauptquartier in Sant Feliu de Guíxols.

## Gemeinden
| Gemeinde                             | Einwohner (2024) | Fläche km² | Dichte Einw./km² | Cod INE | Postleitzahl |
| ------------------------------------ | ---------------- | ---------- | ---------------- | ------- | ------------ |
| Calonge                              | 12.316           | 33,89      | 363              | 17034   | 17251, 17252 |
| Castell-Platja d’Aro                 | 12.981           | 21,68      | 599              | 17048   | 17248–17250  |
| Sant Feliu de Guíxols                | 23.050           | 15,92      | 1.448            | 17160   | 17220        |
| Santa Cristina d’Aro                 | 5.866            | 67,99      | 86               | 17181   | 17246        |
| Gerichtsbezirk Sant Feliu de Guíxols | 54.213           | 139,48     | 389              | –       | –            |